# Wolfhart Pannenberg
Wolfhart Pannenberg (ur. 2 października 1928 w Szczecinie, zm. 4 września 2014 w Monachium) – niemiecki teolog luterański i filozof religii.
Jego refleksja koncentrowała się na takich zagadnieniach jak objawienie Boga w historii czy wiarygodność chrześcijaństwa we współczesnym świecie. Stał na stanowisku, że chrześcijaństwo musi być otwarte na dialog z filozofią i nauką, dlatego krytykuje dokonane przez teologię dialektyczną i egzystencjalną odrzucenie teologii naturalnej i oddzielenie objawienia od historii.

## Życiorys
Urodził się w obojętnej religijnie rodzinie urzędniczej. Został ochrzczony w Kościele luterańskim, jednak jako dziecko nie uczestniczył w życiu religijnym. Podczas wojny, w odróżnieniu od wielu kolegów z klasy, uniknął śmierci na froncie wschodnim i dostał się do brytyjskiej niewoli.
Jak wyznał, 6 stycznia 1945 na widok zachodzącego słońca doznał niezwykłego doświadczenia duchowego. By je zrozumieć, zaczął studiować dzieła wybitnych filozofów i teologów. Wpływ na niego miał również jego nauczyciel literatury z ostatnich lat szkoły średniej, który podczas rządów nazistów był członkiem Kościoła Wyznającego. W wyniku poszukiwań doszedł do przekonania o prawdziwości wiary chrześcijańskiej.
W 1947 rozpoczął studia filozoficzne i teologiczne na Uniwersytecie Humboldtów w Berlinie. W latach 1948–1949 studiował na Uniwersytecie w Getyndze u Nicolaia Hartmanna, następnie na Uniwersytecie Bazylejskim u Karla Bartha i Karla Jaspersa, a od 1951 na Uniwersytecie w Heidelbergu, gdzie studiował teologię pod kierunkiem Karla Löwitha i uczęszczał na wykłady teologiczne Günthera Bornkamma, Petera Brunnera i Gerharda von Rada. Tam w 1953 obronił pracę doktorską poświęconą nauce Dunsa Szkota o predestynacji, napisaną pod kierunkiem Edmunda Schlinka, a dwa lata później habilitował się na podstawie rozprawy o roli analogii w teologii zachodniej.
Od 1955 Pannenberg wykładał na heidelberskiej uczelni. W latach 1958–1961 był profesorem teologii systematycznej w Kirchlichen Hochschule w Wuppertalu, gdzie wykładał też Jürgen Moltmann. Następnie, w latach 1961–1968, pracował na Uniwersytecie w Moguncji. W 1968 objął posadę na nowo założonym Wydziale Teologii Ewangelickiej Uniwersytetu w Monachium, gdzie był też dyrektorem Instytutu Teologii Ekumenicznej i Fundamentalnej. Wykładał jako profesor wizytujący na Uniwersytecie w Chicago (1963), Uniwersytecie Harvarda (1966) i w Claremont School of Theology (1967). W 1994 przeszedł na emeryturę.
W latach 1975–1990 był członkiem Komisji „Wiara i Ustrój” przy Światowej Radzie Kościołów z ramienia Kościoła Ewangelickiego w Niemczech.
W 1954 poślubił Hilke S. Schütte.

## Myśl teologiczna
W Heidelbergu był jednym z członków studenckiej grupy badawczej, która po pewnym czasie stała się znana jako „koło Pannenberga”. Owocem dyskusji toczonych na łonie grupy była wspólna praca Offenbarung als Geschichte (Objawienie jako historia), w której w siedmiu tezach dogmatycznych zaproponował nową koncepcję objawienia. Choć Pannenberg pozostawał pod głębokim wpływem Bartha i jego teologii Słowa Bożego, to jednak uznał, że odrzucenie teologii naturalnej i oddzielenie teologii od historii było błędem. Zdaniem Pannenberga objawienie dokonało się w historii, a zwłaszcza w dziejach Izraela oraz życiu i działalności Jezusa Chrystusa, w stopniu najwyższym w jego zmartwychwstaniu. Nie można oddzielać „Jezusa historii” od „Chrystusa wiary”, jak uczynił to Rudolf Bultmann. Zmartwychwstanie nie jest jedynie kwestią wiary, co czyniłoby z chrześcijan zamkniętą grupę posiadaczy wiedzy tajemnej, lecz historyczną rzeczywistością, której świadkami są wszyscy ludzie dysponującymi źródłami na jego temat. Ponieważ każde źródło historyczne można zakwestionować, źródła te nie dostarczają pewności zmartwychwstania – może ją zapewnić jedynie wiara. Wiara wykracza poza dowody, jednak jest na nich oparta i nie jest z nimi sprzeczna.
Ponieważ objawienie dokonuje się w historii, jego wypełnianie dokona się dopiera na końcu dziejów, dopiero wtedy ludzie poznają pełnię prawdy. Nadaje to teologii Pannenberga orientację eschatologiczną. Nie znaczy to jednak, że ludzie pozostają w ciemności, gdyż antycypacją końca dziejów jest zmartwychwstanie. Wszystko, co odsłania się w historii od czasów Jezusa nie jest nową jakością, lecz tym samym objawieniem, które już dokonało się w losie Chrystusa.
W Grundzüge der Christologie Pannenberg dokonuje rozróżnienia pomiędzy „chrystologią odgórną” a „chrystologią oddolną” jako dwiema odmiennymi metodami uprawienia chrystologii. Dla pierwszej punktem wyjścia jest boskość Syna Bożego, a następnie rozpatrywane jest wcielenie i jego następstwa. Pannenberg pomija tę metodą, natomiast zajmuje się drugą, w której punktem wyjścia jest człowieczeństwo Jezusa z Nazaretu. Dowodem boskości Jezusa jest zmartwychwstanie, które ukazuje słuszność wszystkich jego uroszczeń. Wcielenie postrzega jako wniosek, a nie punkt wyjścia chrystologii.
W latach 70. Pannenberg zainteresował się związkami teologii z naukami ścisłymi, co można potraktować jako rozszerzenie jego dotychczasowego zainteresowania teologią dziejów. W swoich pracach podjął się analizy myśli Pierre'a Teilharda de Chardina. Pannenberg dostrzega odrębność teologii od nauki, uważając je jednocześnie za komplementarne. Krytykuje twierdzenie Bartha, że nauka jest zupełnie obojętna w odniesieniu do zwiastowania chrześcijańskiego dotyczącego stworzenia. Dla Pannenberga oznacza to wyrzeczenie się teologicznego opisu takiego świata, jaki jest doświadczany przez ludzi i opisywany przez współczesną naukę. Za przestrzeń dialogu pomiędzy naukami ścisłymi a teologią uważa filozofię.
W pismach z końca lat 60. Pannenberg ukazywał pozytywne skutki sekularyzacji, której korzenie widział w reformacji, polegające na emancypacji życia spod kurateli Kościoła. Później stał się wobec niej bardziej krytyczny, dostrzegając negatywne skutki zepchnięcia religii do sfery wyłącznie prywatnej i subiektywnej. Chrześcijaństwo powinno podjąć debatę na polu prawdy obiektywnej, a by to uczynić potrzebuje oprzeć swą argumentację na antropologii. Teologia chrześcijańska musi być otwarta na wnioski nauk humanistycznych i empirycznych, dokonując ich krytycznego przyswojenia. Antropologia nie może dostarczyć dowodu na istnienie Boga czy słuszność religii, może jednak pomóc w odparciu ateistycznych tez o zbędności religii dla bytu ludzkiego.

## Nagrody i odznaczenia
- 1987: Krzyż Zasługi I Klasy[5][a]
- 1993: Bawarski Order Zasługi[5]
- 1995: Bawarski Order Maksymiliana za Naukę i Sztukę[5]
- doktoraty honoris causa:
  - Uniwersytetu w Glasgow (1972)
  - Uniwersytetu w Manchesterze (1977)
  - Uniwersytetu w Dublinie (1979)
  - Uniwersytetu w St Andrews (1993)
  - Uniwersytetu w Cambridge (1997)
  - Papieskiego Uniwersytetu Comillas (1999)

## Publikacje (wybór)
- Praca wspólna: Offenbarung als Geschichte, Göttingen 1961.
- Was ist der Mensch? Die Anthropologie der Gegenwart im Lichte der Theologie, Göttingen 1962.
  - Tłumaczenie polskie: Kim jest człowiek?, Paryż 1978.
- Grundzüge der Christologie, Gütersloh 1964.
- Grundfragen systematischer Theologie, Göttingen 1967.
- Thesen zur Theologie der Kirche, München 1970.
- Christentum und Mythos. Späthorizonte des Mythos in biblischer und christlicher Überlieferung, Gütersloh 1972.
- Gottesgedanke und menschliche Freiheit, Göttingen 1972.
  - Tłumaczenie polskie: Idea Boga i ludzka wolność. W: Człowiek, wolność, Bóg, Kraków 1995.
- Wissenschaftstheorie und Theologie, Frankfurt 1973.
- Gegenwart Gottes. Predigten, München 1973.
- Ethik und Ekklesiologie. Gesammelte Aufsätze, Göttingen 1977.
- Die Bestimmung des Menschen. Menschsein, Erwählung und Geschichte, Göttingen 1978.
- Anthropologie in theologischer Perspektive, Göttingen 1983.
- Christliche Spiritualität: theologische Aspekte, Göttingen 1986.
- Metaphysik und Gottesgedanke, Göttingen 1988.
  - Tłumaczenie polskie: Metafizyka a idea Boga. W: Człowiek, wolność, Bóg, Kraków 1995.
- Systematische Theologie, T. I–III, Göttingen 1988/1991/1993.
- Theologie und Philosophie. Ihr Verhältnis im Lichte ihrer gemeinsamen Geschichte, Göttingen 1996.
- Problemgeschichte der neueren evangelischen Theologie in Deutschland. Von Schleiermacher bis zu Barth und Tillich, Göttingen 1997.
- Beiträge zur systematischen Theologie, T. I-III, Göttingen 1999/2000.
- Freude des Glaubens. Predigten, München 2001.
- Beiträge zur Ethik, Göttingen 2004.